# A Boy and His Atom
A Boy and His Atom és un curtmetratge d'animació de stop-motion de l'any 2013 publicat a YouTube per IBM Research. La pel·lícula explica la història d'un nen i un àtom que es coneixen i es fan amics. La figura del nen que juga amb un àtom pren diverses formes. Té un minut de durada, i es va fer movent molècules de monòxid de carboni amb un microscopi túnel d'escaneig, un dispositiu que les magnifica 100 milions de vegades. Aquestes molècules de dos àtoms es van traslladar per crear imatges, que després es van guardar com a trames individuals per fer la pel·lícula. La pel·lícula va ser reconeguda pel Guinness Book of World Records com el més petit film de stop-motion del món el 2013.
Els científics d'IBM Research - Almaden, que van fer la pel·lícula, movien àtoms per explorar els límits de l'emmagatzematge de dades, ja que a mesura que la creació i el consum de dades augmenta, l'emmagatzematge de dades ha de reduir-se fins al nivell atòmic. La tecnologia tradicional de transistor de silici s'havia convertit en més barata, més densa i més eficient, però les limitacions físiques fonamentals suggerien que la reducció era un camí insostenible per resoldre el creixent dilema Big Data. Aquest equip de científics es va interessar particularment a començar a petita escala, àtoms simples i construir estructures a partir d'aquí. Utilitzant aquest mètode, IBM va anunciar que era capaç d'emmagatzemar un sol bit d'informació en només 12 àtoms (la tecnologia actual necessita aproximadament un milió d'àtoms per emmagatzemar un sol bit).

## Sinopsi
Al començament de la pel·lícula, els subtítols introdueixen el públic sobre com i per què es va fer la pel·lícula. Quan comença l'acció, veiem un noi que es troba amb un àtom. Hesitant al principi, balla per l'acompanyament musical de la pel·lícula, després va rebotant com una bola. L'àtom cau a terra i forma un trampolí, que el noi fa rebotar. L'àtom es reforma de nou i el noi el llença al cel fent volar per davant núvols i la paraula "Think" ("pensa" en anglès), un lema intern de fa temps a IBM.

## Creació

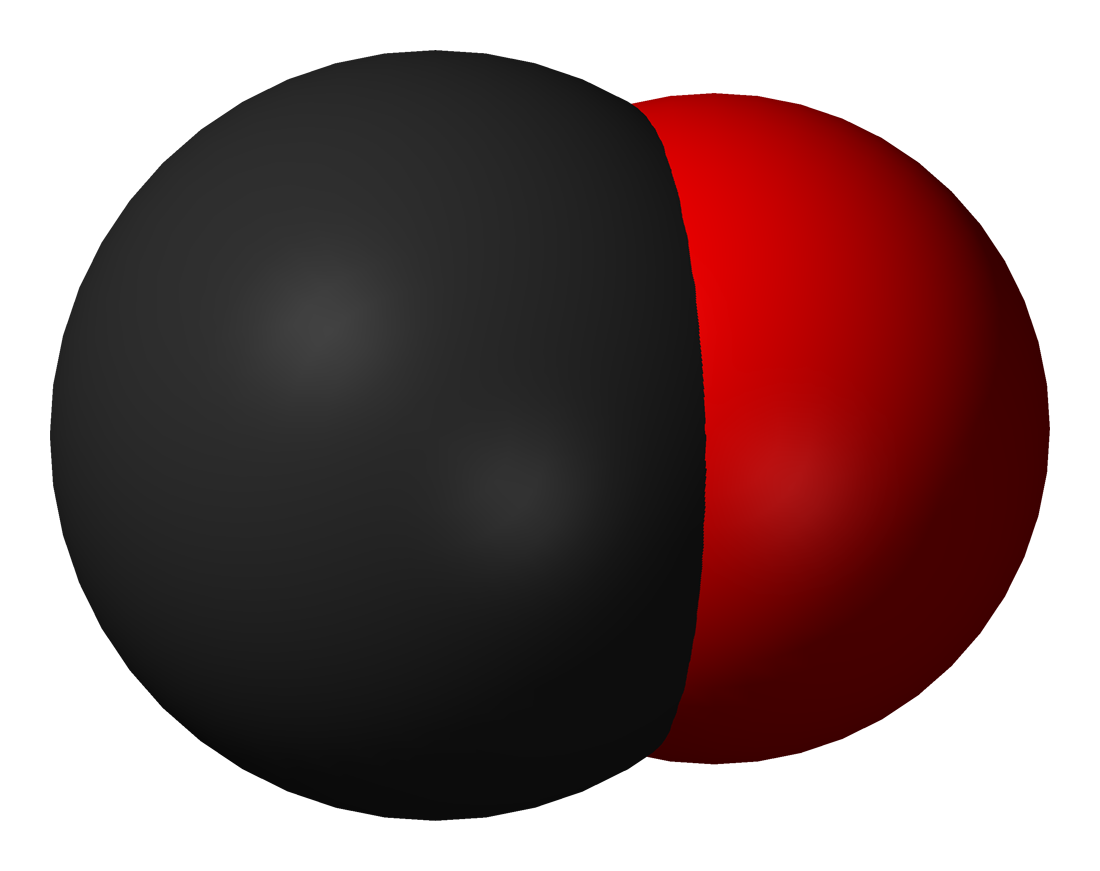
Esquema d'una molècula de monòxid de carboni

A Boy And His Atom va ser creat per un equip de científics de l'IBM, juntament amb Ogilvy &amp; Mather, l'agència de publicitat de fa temps d'IBM, a l'empresa Almaden Research Center de San Jose, Califòrnia. Utilitzant un microscopi de túnel d'escaneig, les molècules de monòxid de carboni es van manipular al seu lloc sobre un substrat de coure amb una agulla de coure a una distància d'1 nanòmetre. Es mantingueren al seu lloc, formant un enllaç amb el substrat a causa de la temperatura extremadament baixa de 5 K (−268.15 °C, −450.67 °F) a la qual funciona el dispositiu. El component d'oxigen de cada molècula es mostra com un punt quan es fotografia pel microscopi túnel d'escaneig, permetent la creació d'imatges compostes de molts d'aquests punts.
L'equip va crear 242 imatges fixes amb 65 molècules de monòxid de carboni. Les imatges es van combinar per fer una pel·lícula de stop-motion. Cada bastidor mesurava 45 per 25 nanòmetres. I es necessitaven quatre investigadors dues setmanes en jornades de 18 hores per produir la pel·lícula. Els gràfics i els efectes de so s'assemblaven als dels primers videojocs.
"Aquesta pel·lícula és una manera divertida de compartir el món a escala atòmica", va dir el líder del projecte, Andreas J. Heinrich. "El motiu pel qual vam fer això no va ser transmetre directament un missatge científic, sinó relacionar-nos amb els estudiants, incitar-los a fer preguntes". A més, els investigadors van crear tres imatges fixes per promoure Star Trek Into Darkness: el logotip de la Federació, la starship Enterprise i una salutació vulcaniana.

## Reacció
Guinness World Records va certificar la pel·lícula com el film de stop-motion més petit del món mai realitzat. La pel·lícula va ser acceptada al Tribeca Online Film Festival i presentada al New York Tech Meet-up i al World Science Festival. Assolint la fita d'aparèixer a l'1% superior de tots els vídeos de YouTube més vistos, la pel·lícula va superar el milió de visualitzacions en 24 hores i els dos milions de visualitzacions en 48 hores, amb més de 27.000 likes.

## Implicacions
Si bé els investigadors van utilitzar la pel·lícula com una forma divertida d'interessar als estudiants per la ciència, el projecte va servir també per demostrar que es podia augmentar la quantitat de dades que els ordinadors podien emmagatzemar. El 2012 havien demostrat que podien emmagatzemar un bit de memòria de l'ordinador en un grup de només 12 àtoms en lloc d'un milió, el mínim anterior. Si s'esdevingués viable comercialment, "es podria transportar no només de dues pel·lícules al vostre iPhone" de llavors, segons digué Heinrich en un vídeo complementari sobre la producció de la pel·lícula, sinó que "podríeu transportar totes les pel·lícules produïdes".